# Lúčka (district de Levoča)
Pour les articles homonymes, voir Lúčka.
Lúčka (allemand : Wieschen) est un village de Slovaquie situé dans la région de Prešov.

## Histoire
Première mention écrite du village en 1273.

## Démographie

### Évolution de la population
| Année:               | 1994. | 2004.    | 2014.   | 2024. |
| -------------------- | ----- | -------- | ------- | ----- |
| Nombre de personnes: | 118   | 136      | 125     | 115   |
| Différence:          |       | +15,25 % | -8,08 % | -8 %  |

| Année:               | 2023. | 2024.   |
| -------------------- | ----- | ------- |
| Nombre de personnes: | 115   | 115     |
| Différence:          |       | +1,42 % |